# Rotbart-Fruchttaube
Die Rotbart-Fruchttaube (Ptilinopus mercierii) ist eine ausgestorbene Taubenart aus der Gattung der Flaumfußtauben (Ptilinopus). Sie kam in zwei Unterarten auf den Inseln Nuku Hiva und Hiva Oa in den Marquesas vor.

## Merkmale
Die Rotbart-Fruchttaube erreichte eine Körperlänge von 22 cm. Es war eine leuchtend gefärbte, relativ kleine gedrungene Taubenart. Die Stirn, der Scheitel und der Bartstreifen waren leuchtend purpurrot. Die Kehle war gelblich. Hals, Nacken und Brust waren silbergrau mit einer grünlichen Tönung. Die Unterseite war leuchtend goldgelb. Der Rücken und die Flügel waren üppig grün mit einer goldenen Tönung. Der Schwanz war dunkelgrün mit einer breiten, weißlichen Endbinde.
Die Unterart Ptilinopus mercierii tristrami von Hiva Oa unterschied sich von der Nominatform durch ein gelbliches Band, das am Hinterkopf die rote Kappe umfasste, durch eine hellere Gefiederfärbung und durch eine blassere gelblich grüne Tönung. Die hellen Federkanten waren schmaler bei den Schirmfedern und bei den Steuerfedern. Die Brust war grün getönt und zeigte vereinzelte hellgelbe Federkanten. Der Unterbauch war heller gelb. Die Unterschwanzdecken waren gelblich weiß. Das einzige bekannte immature Exemplar war weniger gelblich am Oberkopf und am Hinternacken als die adulten Exemplare.

## Unterarten und ihre Verbreitung
Es wurden zwei Unterarten unterschieden:
- Ptilinopus mercierii mercierii (Des Murs & Prèvost, 1849) – Vorkommen: Nuku Hiva, Marquesas, Französisch-Polynesien
- Ptilinopus mercierii tristrami (Salvadori, 1892) – Vorkommen: Hiva Oa, Marquesas, Französisch-Polynesien

## Lebensraum und Lebensweise
Lebensraum und Lebensweise sind nur von der Hiva-Oa-Rotbart-Fruchttaube dokumentiert. Sie war baumbewohnend (arboreal). Ihr Flug wurde als schneller und wendiger als der der Weißkappen-Fruchttaube (Ptilinopus dupetithouarsii) beschrieben. Beide Taubentaxa wurden gelegentlich gemeinsam in den Baumkronen bei der Nahrungssuche beobachtet. Die Nahrung bestand aus Früchten, Samen und Ranken. Die Rotbart-Fruchttaube bewohnte Bergwälder, allgemein in höheren Lagen als die Weißkappen-Fruchttaube. Häufig wurde sie am Kopfende von Schluchten beobachtet. Das immature Exemplar wurde im November 1922 gesammelt, so dass ein Brutzeitraum im September oder Oktober vermutet wird.

## Aussterben
Die IUCN listet beide Unterarten in der Kategorie „ausgestorben“ (extinct). Die Nominatform von Nuku Hiva ist nur vom Holotypus bekannt, der während der Expedition der Fregatte Venus unter der Leitung von Abel Aubert Dupetit-Thouars zwischen den Jahren 1836 und 1839 im Mohana-Tal auf Nuku Hiva gesammelt wurde. Möglicherweise war diese Unterart bereits zur Zeit ihrer Entdeckung sehr selten. Bei der Whitney South Sea Expedition zwischen den Jahren 1921 und 1923 konnte kein Exemplar mehr nachgewiesen werden. Auch Suchexpeditionen durch David T. Holyoak und Jean-Claude Thibault in den Jahren 1972 und 1975 erwiesen sich als Fehlschläge. Über die Nuku-Hiva-Rotbart-Fruchttaube ist kaum etwas bekannt geworden. Als Aussterbeursache wird die Einfuhr von Katzen und Ratten auf den Marquesas vermutet. Auch die Rotbart-Fruchttaube von Hiva Oa ist nur wenig dokumentiert. Sie wurde von Andrew Garrett (1823–1887) entdeckt und 1892 von Tommaso Salvadori wissenschaftlich beschrieben. In der Folgezeit wurden wenige weitere Exemplare dieser Unterart gesammelt. Der Letztnachweis war im Jahr 1922, als während der Whitney South Sea Expedition 14 Exemplare erlegt wurden. Auch auf Hiva Oa gilt die Nachstellung durch Katzen und Ratten als Hauptursache für das Aussterben. Möglicherweise hat auch der eingeführte Virginia-Uhu (Bubo virginianus) bei der Ausrottung eine Rolle gespielt.